# Edith Storey
Edith Storey (ur. 18 marca 1892 w Nowym Jorku, zm. 9 października 1967 w Northport) – amerykańska aktorka filmowa.

## Wybrana filmografia
- 1908: Francesca di Rimini; or, The Two Brothers
- 1909: Oliver Twist jako Oliver
- 1911: Opowieść o dwóch miastach
- 1916: An Enemy to the King jako Julie De Varion
- 1918: The Legion of Death jako Księżniczka Marya
- 1921: The Greater Profit jako Maury Brady

## Wyróżnienia
Posiada swoją gwiazdę na Hollywoodzkiej Alei Gwiazd.